# Rudý úsvit: Nová krev
Rudý úsvit: Nová krev (v anglickém originále Red Dawn) je americký válečný film z roku 2012. Režie se ujal Dan Bradley a scénáře Carl Ellsworth a Jeremy Passmore. Je inspirovaný filmem Rudý úsvit z roku 1984. Hlavní role hrají Chris Hemsworth, Josh Peck, Josh Hutcherson, Adrianne Palicki, Isabel Lucas a Jeffrey Dean Morgan. Ve Spojených státech měl premiéru dne 21. listopadu 2012. V České republice nebyl promítán v kinech.

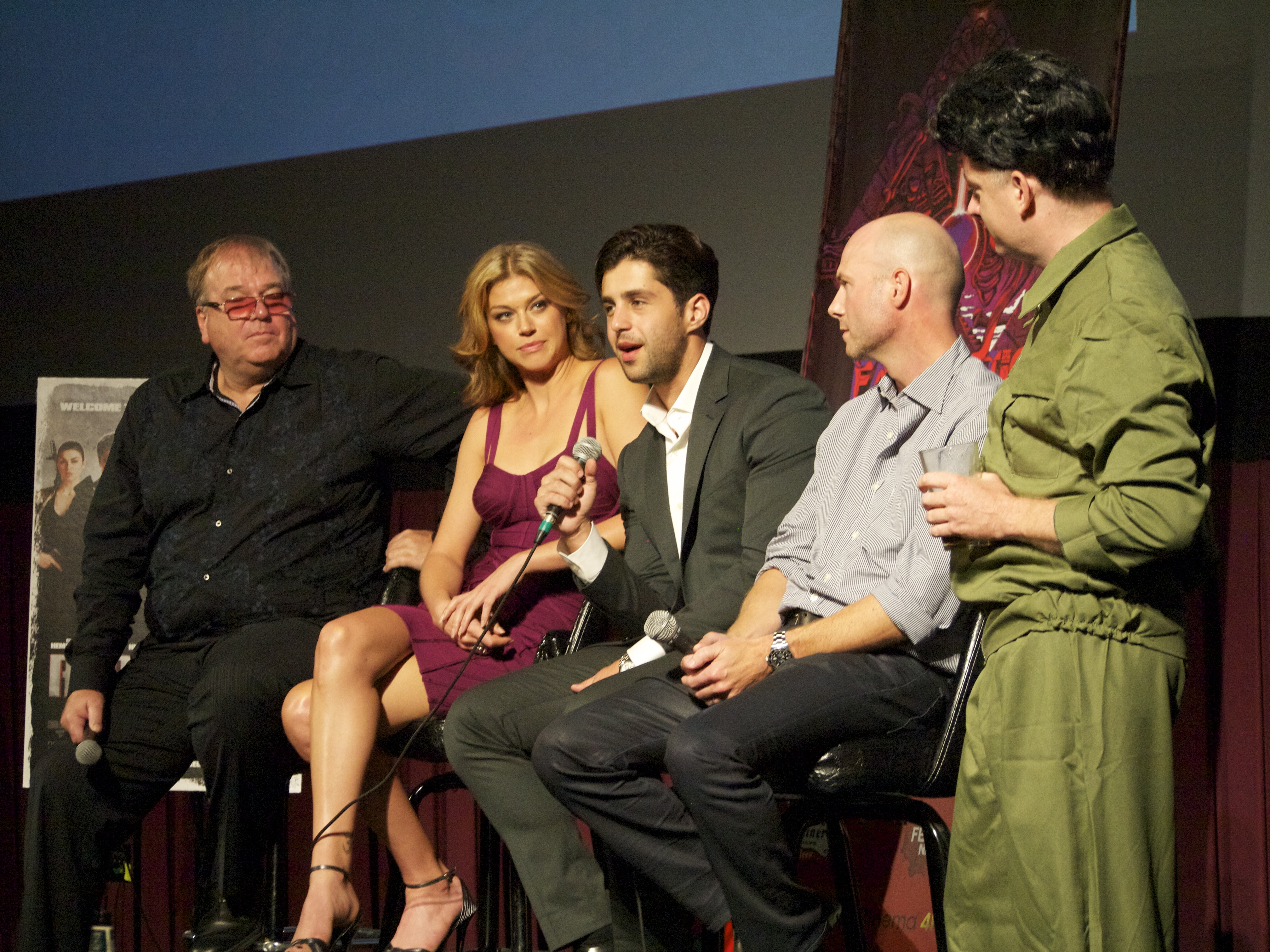
Režisér Dan Bradley, herci Adrianne Palicki a Josh Peck, producenti Tripp Vinson a Tim League na celosvětové premiéře filmu v Austinu v Texasu.

## Obsazení
- Chris Hemsworth jako Jed Eckert
- Josh Peck jako Matt Eckert
- Josh Hutcherson jako Robert Kitner
- Adrianne Palicki jako Toni Walsh
- Isabel Lucas jako Erica Martin
- Connor Cruise jako Daryl Jenkins
- Jeffrey Dean Morgan jako seržant major Andrew Tanner
- Kenneth Choi jako kapitán Smith
- Edwin Hodge jako Danny Jackson
- Brett Cullen jako Tom Eckert
- Alyssa Diaz jako Julie Goodyear
- Julian Alcaraz jako Greg Goodyear
- Michael Beach jako major Jenkins
- Will Yun Lee jako kapitán Cho
- Matt Gerald jako seržant Hodges
- Steve Lenz jako Pete
- Mark Schlereth jako trenér Dolen

## Přijetí

### Tržby
Film vydělal 69 milionů dolarů v Severní Americe a 48,4 milionů dolarů v ostatních oblastech, celkově tak vydělal 117,4 milionů dolarů po celém světě. Rozpočet filmu činil 37 milionů dolarů. Za první víkend docílil druhé nejvyšší návštěvnosti, kdy vydělal 16,6 milionů dolarů.

### Recenze
Na recenzní stránce Rotten Tomatoes získal ze 131 započtených recenzí 12 procent s průměrným ratingem 3,8 bodů z deseti. Na serveru Metacritic snímek získal z 33 recenzí 31 bodů ze sta. Na Česko-Slovenské filmové databázi snímek získal 50 procent.

### Ocenění a nominace
Film získal cenu Alliance of Women Film Journalists v kategorii sequel nebo remake, který neměl být vytvořený. Získal také nominaci na cenu Zlatá malina v kategorii nejhorší filmový herec v akčním filmu pro Chrise Hemswortha. Hemsworth také získal nominaci na Teen Choice Awards v kategorii nejlepší filmový herec: akční film.